# Giacomo Zoboli
Giacomo Zoboli (Modène, 23 mai 1681 – Rome, 22 février 1767) est un peintre italien. 

## Biographie
Giacomo (ou Jacopo) Zoboli suit un premier apprentissage à Modène auprès de Francesco Stringa (1635-1709), participant à la réalisation des fresques du palais ducal de Modène ; puis il s'installe à Bologne en 1709 où il travaille avec Giovanni Gioseffo dal Sole (1654-1719), et ensuite part pour Rome en 1712 ou 1713. Il devient membre de la Congregazione dei Virtuosi al Pantheon en 1718, puis de l'Accademia di San Luca en 1725.
Il est surtout actif à Rome, recevant des commandes ecclésiastiques ou de familles de la noblesse. Il est protégé du cardinal Corsini, neveu de Clément XII. Il travaille aussi à Pise et à Brescia.
Il compile avec Giovanni Paolo Pannini l'inventaire de la collection Sacchetti en 1747, acquise par le pape Benoît XIV pour former le noyau de la Pinacothèque capitoline naissante. Il meurt à Rome dans la pauvreté.

## Œuvres

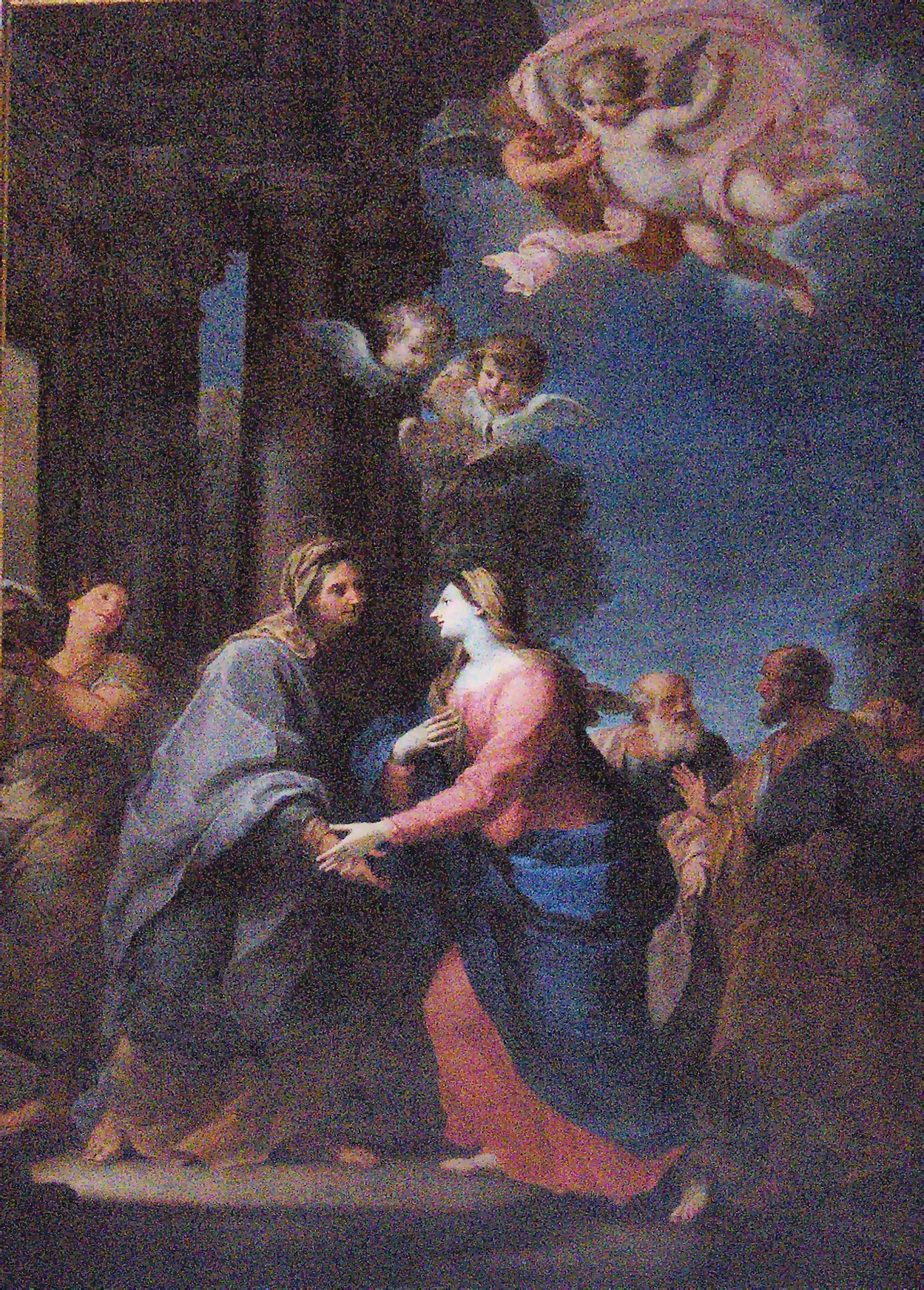
La Visitation, basilique Sant'Eustachio

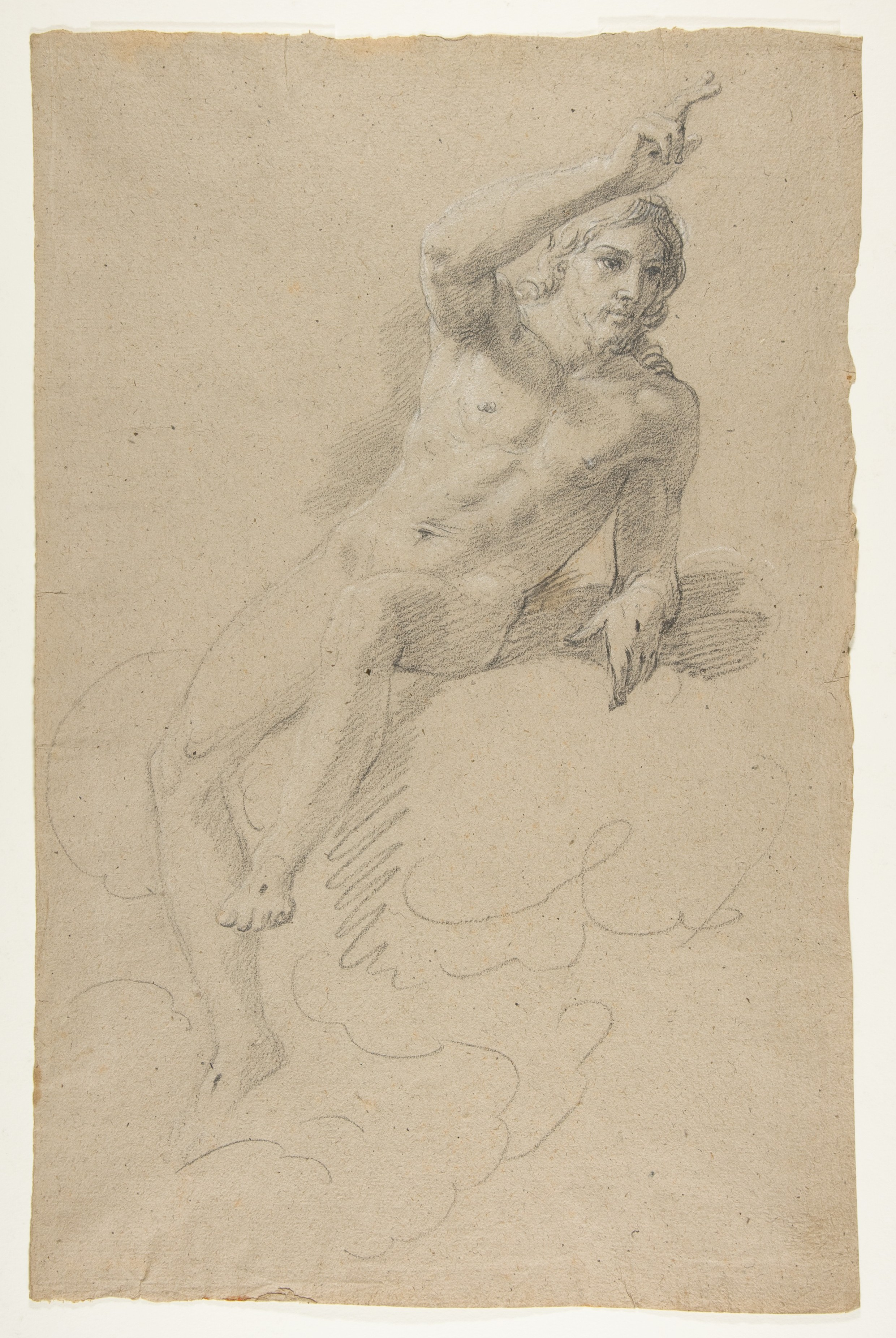
Christ bénissant, esquisse à la craie, Metropolitan Museum

- Saint Louis de Gonzague et les pestiférés et La communion de saint Stanislas Kotska, chapelle Saint-Philippe-Néri de l'église Ss. Ambrogio e Carlo al Corso de Rome
- Saint Matthieu impose le voile à Iphigénie et aux vierges, église S. Matteo de Pise
- Saint Jérôme et La Visitation, transept droit de la basilique Sant'Eustachio de Rome, 1727-1729
- Sainte Françoise-Romaine, retable de la chapelle homonyme de la basilique Santa Maria in Trastevere de Rome
- Saint François de Paule, salle de la Chancellerie du Palazzo Corsini alla Lungara de Rome
- La Prédication de saint Vincent de Paul, Palazzo Corsini alla Lungara de Rome, 1737
- Saint Éleuthère, premier autel de droite de l'église San Giovanni della Pigna de Rome, 1738
- La Sainte Famille, retable de la chapelle Saint-Joseph de la basilique Sant'Apollinare de Rome, 1748
- Cartons des mosaïques de la chapelle de la Vierge de la Colonne de la basilique Saint-Pierre de Rome, 1742-1748
- Vierge à l'Enfant et Saints, église San Giovanni Evangelista de Tivoli
- La Mort de César, collection Buitoni, Pérouse, 1724
- La Mort de Pompée, collection Buitoni, Pérouse, 1731
- La Vierge de l'Assomption et les Apôtres, duomo nuovo de Brescia, 1735
- Saint Philippe Néri à genoux devant la Vierge, église Santa Maria della Pace de Brescia, 1745
- Assomption, retable de l'église S. Maria Assunta de Chiesanuova (it) à Brescia, 1748
- Esther et Assuérus
- Épisodes d'histoire romaine
- Salomé portant la tête de saint Jean-Baptiste, Galleria Estense, Modène
- Judith portant la tête d'Holopherne, Galleria Estense, Modène
- David joue de la harpe devant le roi Saül
- Nombreux dessins et esquises au British Museum de Londres, au Fitzwilliam Museum de Cambridge, au Metropolitan Museum et à la Morgan Library de New York, au Museo del Barocco Romano du Palazzo Chigi  d'Ariccia.